# Il maggiore di ferro
Il maggiore di ferro (The Iron Major) è un film del 1943 diretto da Ray Enright.
È un film biografico statunitense con Pat O'Brien, Ruth Warrick e Robert Ryan.

## Trama
L'allenatore Frank Cavanaugh, tornato dalla guerra, ricomincia ad allenare ma con il passare del tempo inizia a diventare cieco.

## Distribuzione
L'anteprima si tenne a Boston il 25 ottobre 1943.
In Italia non fu distribuito al cinema; venne trasmesso in televisione negli anni '80.